# Грб Азербејџана
Грб Азербејџана је званични хералдички симбол државе Азербејџанска Република. Грб је усвојен 1992. године.

## Опис грба
На грбу се мешају традиционални и модерни симболи. Фокус амблема је на симболу ватре, који је древни симбол земље Азера и долази из имена народа.
Боје коришћене на грбу су узете са заставе Азербејџана. Боје се налазе иза осмокраке звезде на којој је приказан пламен. Звезда симболише осам грана турских народа а иза сваког крака звезде налази се мала осмокрака звезда.
На дну грба је сноп пшенице, који симболише главни пољопривредни производ земље. На дну је такође приказан храст.